# Santo Antônio do Paraíso
Santo Antônio do Paraíso este un oraș în Paraná (PR), Brazilia.